# Irénée Thériot
Irénée Thériot, né Marie Hippolyte Irénée Thériot était un bryologue français né le 21 décembre 1859 à Soulaucourt-sur-Mouzon et mort le 25 mars 1947 à Fontaine-la-Mallet
.

## Biographie
Orphelin à sept ans, Irénée Thériot devient instituteur, exerçant d'abord dans la Sarthe puis au Havre, jusqu'à sa retraite en 1920.
C'est semble-t-il sous l'influence de Louis Corbière, qui utilise les herborisation de Thériot pour son livre Nouvelle flore de Normandie, que Thériot se lance dans l'étude des muscinées à partir de 1887. 
Thériot fut par la suite un collaborateur fréquent de Ferdinand Renauld et Jules Cardot, qui lui dédia le genre Theriotia en 1904. Thériot décrivit ainsi plus de 1000 espèces nouvelles venues du monde entier .
En 1939, Thériot vendit à Muséum national d'histoire naturelle l'herbier important qu'il avait accumulé au cours de sa vie, en conservant le droit de l'utiliser jusqu'à sa mort. Par souci d'éviter à cet herbier d'être détruit lors des combats de la fin de la deuxième guerre mondiale (comme il était arrivé à l'herbier de Cardot durant la grande guerre), il fut déménagé en 1943 au Muséum dont il fait désormais partie des collections. 